# Awutu (Sprache)
Awutu ist eine westafrikanische Sprache. 
An der Küste westlich von Accra, Ghana wird Awutu von ihren ca. 180.000 (2003) Sprechern verstanden. 
Die Dialekte sind das Awutu, das Efutu und das Senya.